# Milena Balcarová
Milena Balcarová, provdaná Fischerová (25. října 1905 Praha – 4. března 1945 Ravensbrück), byla česká herečka, recitátorka, lektorka a hlasatelka pražského rozhlasu, spisovatelka.

## Život
Narodila se v rodině Karla Balcara (1874) adjunkta a Miroslavy Balcarové rozené Maříkové (1883). S manželem Josefem Fischerem (1891–1945) měli dvě dcery: Soňu Novou (1928–2020) a Olgu Babulovou (1930–1999).
Reálné gymnázium vystudovala v Praze, roku 1924 maturovala na obchodní akademii. Divadlo začala hrát ochotnicky v divadle Akropolis na Žižkově, v letech 1936–1939 tam získala i profesionální angažmá. Pohostinsky působila na vinohradské scéně Městských divadel pražských a několik sezon i v Divadle Na Slupi.
V roce 1939, po nástupu fašismu, se na naléhání svého manžela, který byl českožidovského původu, pro ochranu svých dětí nechala roku 1940 rozvést.
Za války pracovala v Československém rozhlase jako hlasatelka, recitátorka, lektorka literárního oddělení a uvedla zde několik svých her a literárních pásem. V časopisech publikovala povídky, napsala román, který vyšel po její smrti.
Roku 1941 byla zatčena pro přípravu velezrady za ilegální činnost skupiny PVVZ a odvezena do koncentračního tábora v Ravensbrücku. Na jaře roku 1945 onemocněla, kvůli poznámce „návrat nežádoucí“ nebyla léčena, ale byla poslána do plynové komory, kde 4. března zahynula.

## Dílo

### Drama[3]
- Babička nekandiduje: veselohra o třech jednáních – Praha: Alois Neubert, 1937
- Olympijský vítěz: veselohra o třech jednáních – Praha: A. Neubert, 1940

### Próza
- Můj bratr Giulio: román – Praha: Atlas, 1945

### Rozhlas
- Obě
- Pohádka o zlatém prameni
- Vdova po živém
- Jediná
- Psí historie